# Cicada cretensis
Cicada cretensis(лат.), также известная как Критская цикада — эндемик острова Крит, омываемого Эгейским и Ливийским морями.
Внешне вид очень схож с Cicada orni и Cicada mordoganensis, что затрудняет его идентификацию исключительно по морфологическим признакам.

## Этимология
Родовое название Cicada происходит от латинского слова cicada, означающего «стрекотун». Видовой эпитет cretensis указывает на остров Крит, который является основным ареалом обитания данного вида.

## Внешний вид
Размеры особей (от темени до кончиков крыльев) у обоих полов сопоставимы и составляют 40-47 мм. По сравнению с Cicada orni (самцы: 35-43 мм; самки: 36-44 мм) критская цикада несколько крупнее, но близка по размерам к Cicada mordoganensis (самцы: 40-47 мм; самки: 39-46 мм).
Самец:
Окраска варьирует от коричневой до желтовато-коричневой, без зеленоватого оттенка, характерного для Cicada orni, но сходная с Cicada mordoganensis. Голова треугольная, с темно-коричневыми пятнами и коричневыми глазами. Переднеспинка шире и длиннее головы, окраска от коричневой до оливковой, со светлой срединной линией.
Передние крылья имеют коричневато-желтые жилки и 2-4 мелких четких коричневых пятна на жилах m-cu, m, r-m и r (более мелкие и четкие, чем у Cicada mordoganensis, но сходные с Cicada orni).А задние имеют коричневато-желтые жилки.
Брюшко коричневое до темно-коричневого, иногда с желтоватыми краями сегментов. Оперкулы округлые, желтоватые, сходные с таковыми у родственных видов. Гениталии отличаются более выраженным и изогнутым дорсальным «клювом» пигофора по сравнению с Cicada mordoganensis и Cicada orni.
Самка:
Морфологич и окраска сходны с самцом, однако брюшко обычно темнее. Седьмой стернит брюшка имеет характерную вентральную вырезку с двумя небольшими лопастями

## Экология и поведение
Cicada cretensis обычно поют на оливковых деревьях, но могут встречаться также на соснах, эвкалиптах и кипарисах. Как и Cicada mordoganensis, они часто образуют громкие хоры, создавая характерный звуковой фон средиземноморского лета.

## Ареал обитания
Cicada cretensis является эндемиком Крита, но также встречается на соседних островах: Гавдос, Андикитира, Касос, Карпатос и Китира. Это единственный подтвержденный представитель рода Cicada на Крите.

## Звуки издаваемые цикадами
Акустический сигнал состоит из эхем длительностью примерно 0.22 ± 0.04 с, разделенных интервалами 0.10 ± 0.04 с. Спектральные характеристики:
Пиковая частота: 5.36 ± 0.34 кГц
Ширина полосы (-20 дБ): 8.26 ± 0.99 кГц
Медианная частота (50 % квартиль): 6.12 ± 0.22 кГц
Межквартильный размах: 2.44 ± 0.29 кГц
Статистический анализ (критерий Манна-Уитни) выявил значимые акустические отличия между Cicada cretensis и родственными видами. По длительности эхем Cicada cretensis занимает промежуточное положение между Cicada orni и Cicada mordoganensis, тогда как межэхемные интервалы у нее короче. В частотной области Cicada cretensis производит более высокочастотные сигналы по сравнению с Cicada mordoganensis и, в меньшей степени, с Cicada orni.

## Эволюция
Вероятно, Cicada cretensis сформировалась в среднем и позднем миоцене после географической изоляции Крита (бывшего частью Эллидской дуги) от Эгейского массива на севере.

## Читать ещё
- Quartau, José Alberto; Simoes, Paula Cristina (2005). Cicada cretensis sp. n. (Hemiptera, Cicadidae) from southern Greece (PDF). Biologia. 60 (5): 489–494.